# Pardosa sternalis
Pardosa sternalis este o specie de păianjeni din genul Pardosa, familia Lycosidae. A fost descrisă pentru prima dată de Thorell, 1877. Conform Catalogue of Life specia Pardosa sternalis nu are subspecii cunoscute.